# Гулямхайдаров, Владимир Алексеевич
Владимир Алексеевич (Алишаевич) Гулямхайдаров (26 февраля 1946, Сталинабад) — советский футболист (нападающий) и тренер. Мастер спорта (1968). Заслуженный тренер Республики Таджикистан (1991).

## Биография
Родители: участник Великой Отечественной войны, майор милиции Министерства внутренних дел Таджикской ССР Алиша Гулямхайдаров и Гулямхайдарова Зинаида Филипповна, медицинский работник.
Гулямхайдаров — воспитанник таджикского футбола. Первый тренер — В. Борисенко. В 1964 дебютировал за душанбинский «Энергетик», ведущий клуб таджикского футбола. Дебют в большом футболе состоялся 5 апреля в матче против новосибирского СКА.

В 1968 году Гулямхайдарова пригласили в олимпийскую сборную СССР, где играл на протяжении 2-х лет. Провел восемь матчей, забил три гола. 
Сезоны 1969 и 1970 годов провел в московском «Торпедо», которое играло в высшей лиге. Провел 19 матчей, в которых забил 3 гола. В 1971 вернулся в «Памир», играл в первой лиге. Много забивал, был штатным пенальтистом команды: «…технически оснащен хорошо, финтом может убрать соперника и отдать пас или забить сам. При росте 173 см он часто выигрывал борьбу в воздухе. „Главное — правильно выбрать позицию и вовремя выпрыгнуть“, — считал он. Кроме того, как свидетельствуют коллеги, Владимир с разбега в прыжке ногой мог достать перекладину ворот. Еще в „Памире“ он был штатным».
В 1978 перешёл на тренерскую работу. Закончил Высшую школу тренеров (ВШТ), после чего занял должность помощника главного тренера «Памира». С июля 1981 — главный тренер команды. В июне 1983 на этом посту его сменил Юрий Сёмин. Спустя некоторое время Гулямхайдаров возглавил фарм-клуб «Памира» — «Вахш» из Курган-Тюбе, которым бессменно руководил до конца 1991. В 1992 вернулся в «Памир» в качестве тренера.
В 1994 был главным тренером сборной Таджикистана.
В середине 90-х переехал в Казахстан. В 1996 — главный тренер «Батыра» из Экибастуза.
С 1999 работал в «Кайрате», помогал главному тренеру, работал с дублем. В 2003 назначен главным тренером, но уже в июле ушёл в отставку. С июля 2003 — главный тренер «Тараза». По окончании сезона покинул команду и вернулся в «Кайрат», где работал тренером в 2004—2005 годах.
В 2006 работал тренером-консультантом в Жетысу, помог команде подняться в высший дивизион.
С 2006 работал с командой «Мегаспорт», в 2008 тренер, а с июня — главный тренер «Мегаспорт» (Алматы).
В 2009 работал тренером в астанинском «Локомотиве».
В 2012 году стал тренером-консультантом. а затем и главным тренером каскеленского клуб «Сункар».
В октябре 1999 года в г. Алматы участвовал в матче сборных ветеранов СССР и Германии, где забил один из голов

## Семья
Отец — Алиша Гулямхайдаров (рус. Алексей Гулямхайдаров, тадж. Алишо Ғуломҳайдаров, 1916—2001), уроженец кишлака Мияншар Шугнанской волости Хорогского района Памирского уезда Ферганской области Российской империи — советский военный (1936—1963), участник Великой Отечественной войны, гвардии старший лейтенант 552 отдельного батальона аэродромного обслуживания 9 гвардейского стрелкового полка 3 гвардейской стрелковой дивизии. Кавалер ордена Ленина, двух орденов Отечественной войны II степени, двух орденов Красной Звезды, Красного Знамени; медалей «За оборону Сталинграда», с 1963 года служил сотрудником МВД Таджикской ССР. Мать Гулямхайдарова, урождённая Иванова Зинаида Филипповна (1926—2004), работала в медицине:

«Мама — Зинаида Филипповна родом с Вятки, работала медсестрой. Отец — Алиша, сотрудник МВД. Исполняя служебный долг в городе Киров, он получил ранение. Так в больничной палате встретились будущие родители футболиста. После выздоровления Алиша увез Зинаиду домой, в Сталинабад, где они поженились. „Отвечая на вопрос зарубежных журналистов о национальности и отчестве в паспорте, Гулямхайдаров отвечает: «Таджик. А отчество — Алексеевич. Хотя правильно было бы Алишаевич. Но как родители записали, так и есть».— Сайфиддин Караев
Брат Александр Гулямхайдаров (1947—2021) — ветеран таджикского футбола, игрок «Волги» Душанбе.
Жена Лариса Ильинична Гулямхайдарова.
Дочери Татьяна — экономист, Зарина — выпускница Таджикского государственного медицинского университета имени Абуали ибни Сино (Авицены), педиатрия (1996), неврология (1997), врач функциональной диагностики, невролог.

### Комментарии
1. ↑  «Начал заниматься футболом с 10 лет в секции стадиона «Спартак». В 1964 году, в 18-летнем возрасте, дебютировал в составе душанбинского «Энергетика» в матче против Новосибирского СКА в позиции нападающего»[1].
2. ↑  С 1962 по 1969 год, существовало официальное название «Энергетик» Душанбе, в 1970 году название было изменено на «Памир» Душанбе — существовавший с 1970 по 1997 годы.
3. ↑  С 1996 по 1997 год интернатура по специальности неврология на базе Института последипломной подготовки медицинских кадров в Республике Таджикистан.